# 耕战
耕战，亦称农战。耕田和作战。战国时期法家、兵家所主张和推行的重农重战、富国强兵政策。
“耕”即发展农业生产，“战”指武力军功，包括保卫国家或对外扩张的战争。吴起、商鞅、管仲学派、韩非以及一些兵家人物都主张耕战政策。吴起在楚国变法时，曾推行“禁游客之民，精耕战之士”的政策。《商君书·弱民》：“故明主察法，境内之民无辟淫之心，游处之士迫于战阵，万民疾于耕战”。商鞅认为“国之所以兴者，农战也”，主张以发展经济，加强国防。韩非指责儒生、游侠、闲人“修文学”、“习言谈”，使社会务于耕战的人越来越少，仗恃智力的人越来越多。宣称务于耕战的少国家贫困，仗恃智力的多法律败坏，这是社会败乱的原因。